# Bad Pirawarth
Bad Pirawarth osztrák mezőváros Alsó-Ausztria Gänserndorfi járásában. 2020 januárjában 1683 lakosa volt. 

## Elhelyezkedése

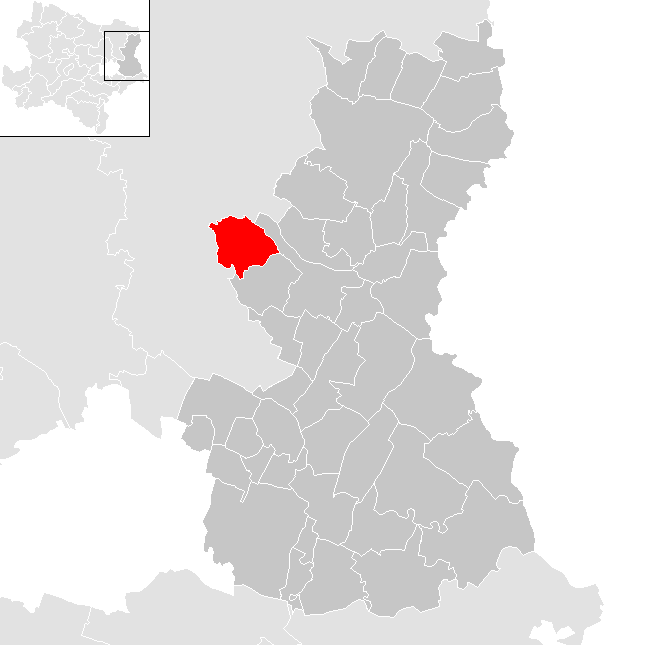
Bad Pirawarth a Gänserndorfi járásban

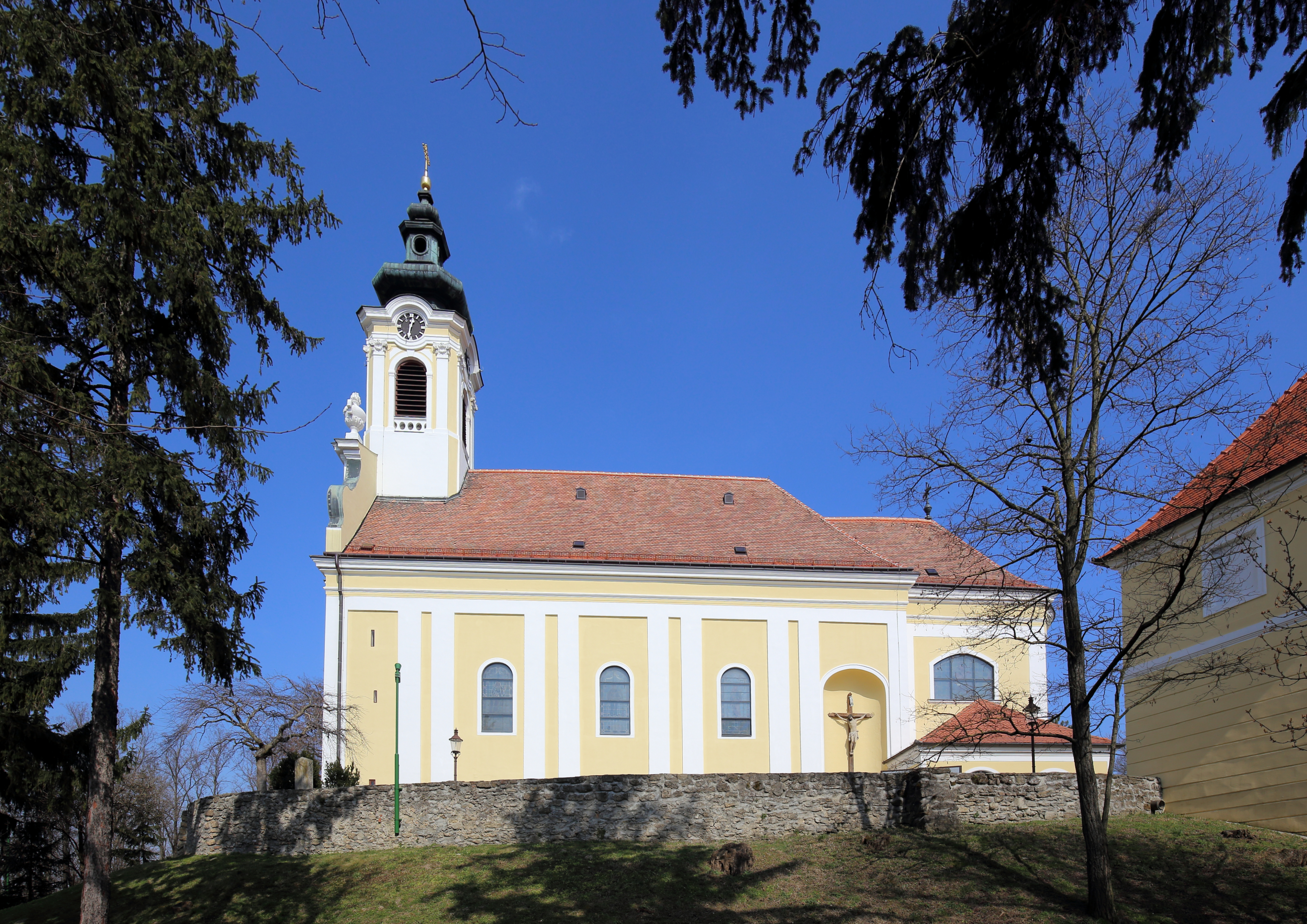
A Szt. Barbara- és Agáta-plébániatemplom

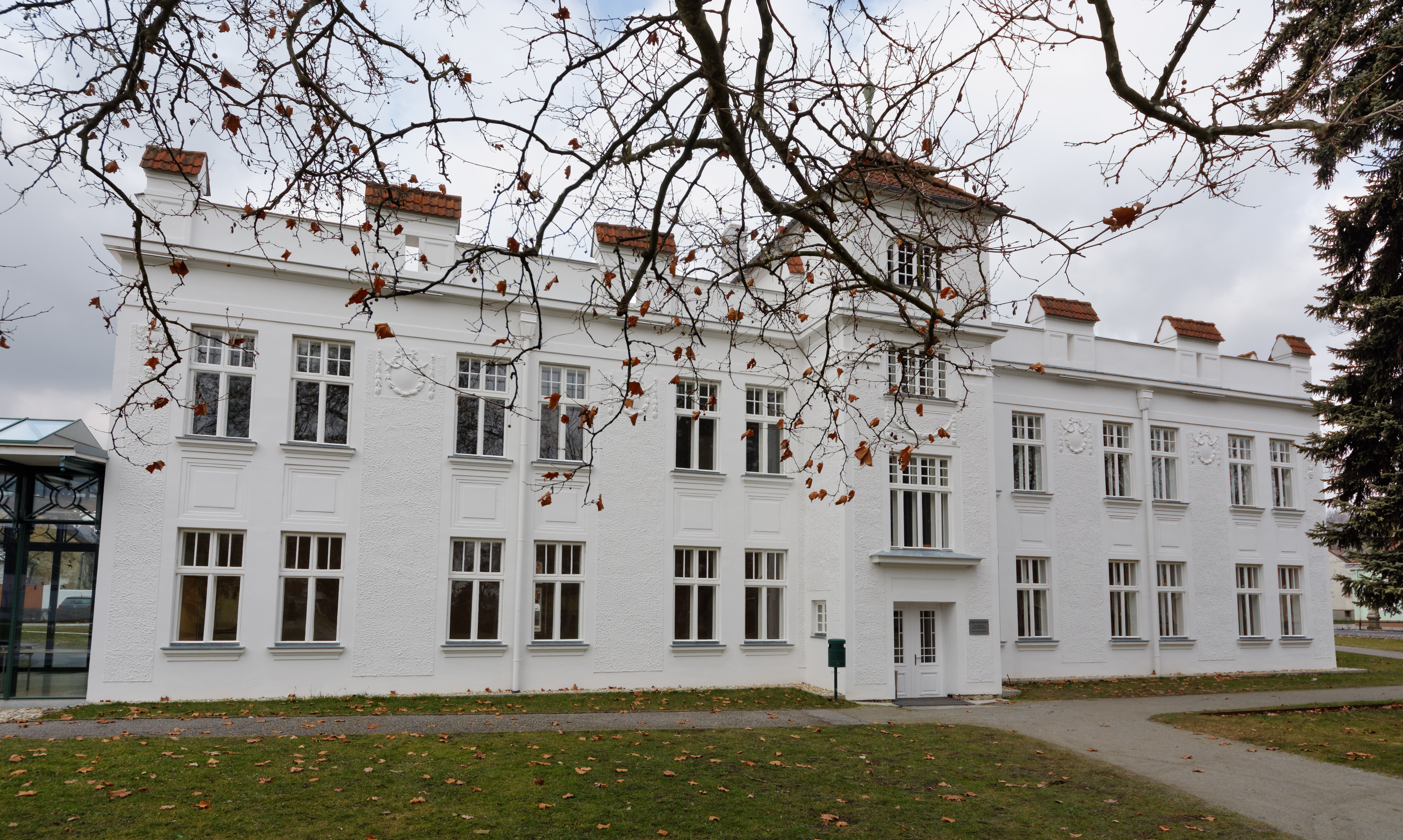
A Dependance

Bad Pirawarth a tartomány Weinviertel régiójában fekszik a Weinvierteli-dombságon, a Weidenbach folyó mentén. Területének 17,9%-a erdő, 64,7% áll mezőgazdasági művelés alatt. Az önkormányzat két települést egyesít: Bad Pirawarth (1243 lakos 2020-ban) és Kollnbrunn (440 lakos). 
A környező önkormányzatok: keletre Matzen-Raggendorf, délkeletre Groß-Schweinbarth, délnyugatra Wolkersdorf im Weinviertel, nyugatra Hochleithen, északra Gaweinstal.  

## Története
Bad Pirawarth első említése 1120-ból származik, amikor III. Lipót osztrák őrgróf az általa alapított klosterneuburgi apátságnak adományozta (a hagyomány szerint maga az őrgróf is megfürdött az itteni vas- és kéntartalmú forrásban. A település egészen 1840-ig a kolostor birtoka maradt. 
Lakosságát az erődített templom védte a vidéket sújtó háborúk során. Ennek ellenére a 15. században a husziták, a III. Frigyes császár ellen lázadó nemesek és Mátyás magyar király is megszállta Pirawarthot. A harmincéves háborúban Lennart Torstensson svédjei, később Rákóczi kurucai és Napóleon franciái foglalták el a települést. 1866-ban az osztrákokkal háborúzó poroszok rendezték be itt tábori kórházukat. 
Fürdőjét már a 14. század elején megemlítik. A gyógyhatású forrás nagy népszerűségnek örvendett, a neves látogatók közül kiemelkedik Zsófia főhercegnő (Ferenc József császár anyja), akiről a Zsófiaforrást elnevezték. 

## Lakosság
A Bad Pirawarth-i önkormányzat területén 2020 januárjában 1683 fő élt. A lakosságszám 1981 óta többé-kevésbé gyarapodó tendenciát mutat. 2018-ban az ittlakók 93,4%-a volt osztrák állampolgár; a külföldiek közül 1,5% a régi (2004 előtti), 1,8% az új EU-tagállamokból érkezett. 2,5% a volt Jugoszlávia (Szlovénia és Horvátország nélkül) vagy Törökország, 0,8% egyéb országok polgára volt. 2001-ben a lakosok 88%-a római katolikusnak, 1,2% evangélikusnak, 1% mohamedánnak, 7,8% pedig felekezeten kívülinek vallotta magát. Ugyanekkor 10 magyar élt a mezővárosban. 
A népesség változása:

| 2016 | 1 661 |
| 2018 | 1 671 |

## Látnivalók

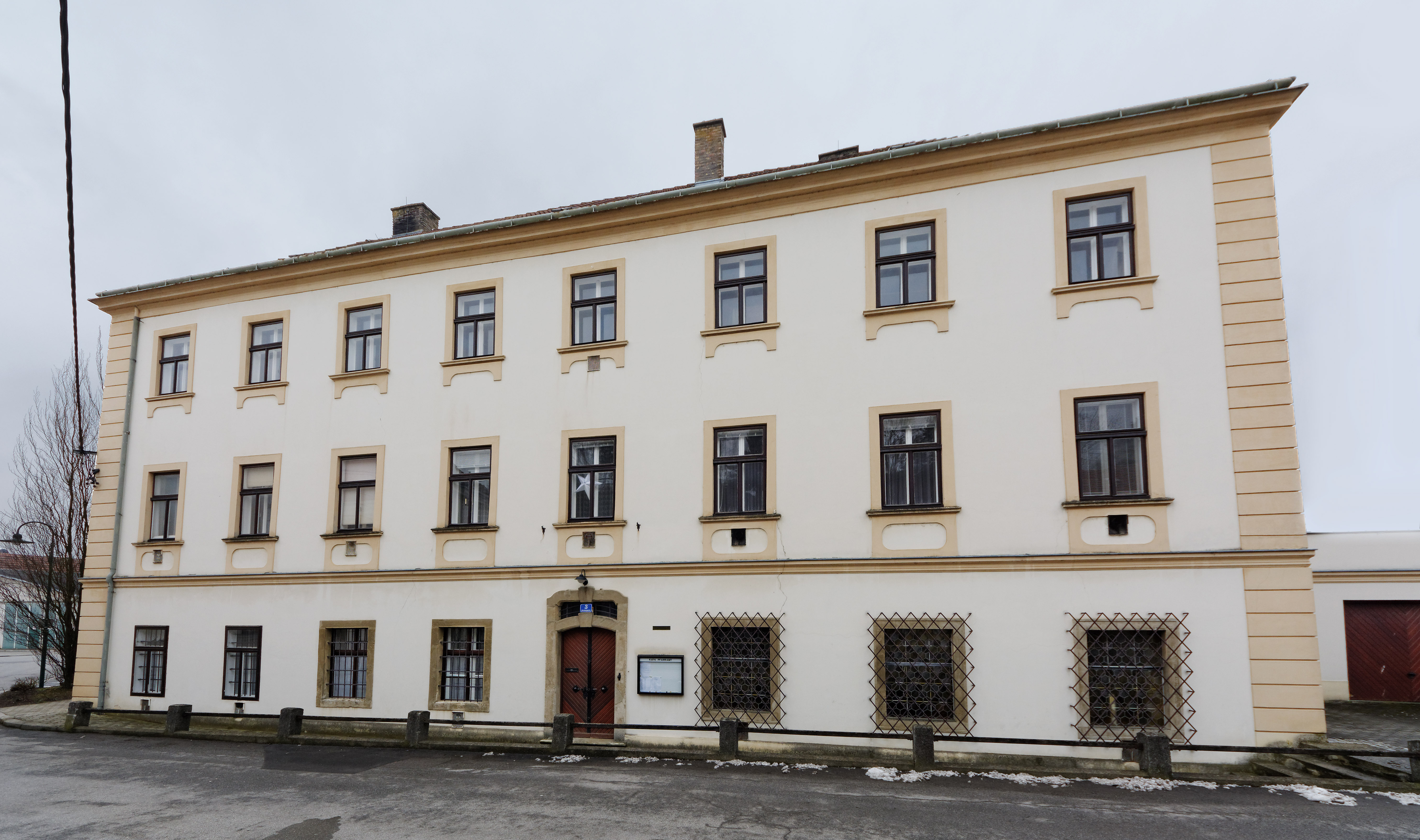
A katolikus plébánia

- a Szt. Barbara és Agáta-plébániatemplom
- az 1780-ban épült katolikus plébánia
- a Dependance, a volt szanatóriumépület

## Híres Bad Pirawarth-iak
- Gerhard Ringel (1919–2008) matematikus

## Fordítás
- Ez a szócikk részben vagy egészben  a   Bad Pirawarth című német Wikipédia-szócikk ezen változatának fordításán alapul.  Az eredeti cikk szerkesztőit annak laptörténete sorolja fel. Ez a jelzés csupán a megfogalmazás eredetét és a szerzői jogokat jelzi, nem szolgál a cikkben szereplő információk forrásmegjelöléseként.